# Ophthalmolycus conorhynchus
Ophthalmolycus conorhynchus är en fiskart som först beskrevs av Garman, 1899.  Ophthalmolycus conorhynchus ingår i släktet Ophthalmolycus och familjen tånglakefiskar. Inga underarter finns listade i Catalogue of Life.